# Eduard Gutiérrez
Eduard Andrés Gutiérrez Castillo (* 9. August 1995 in Agrado, Departamento del Huila; † 7. Mai 2017 in Garzón, Departamento de Huila) war ein kolumbianischer Fußballspieler.

## Sportlicher Werdegang
Eduard Gutiérrez spielte in der Nachwuchs- und Reservemannschaft des Millonarios FC, wo er unter anderem an der Seite der späteren Profis Harold Santiago Mosquera und Gabriel Díaz Rico spielte. Anfang 2015 wechselte er zu Atlético Huila in die Categoría Primera A. Zunächst auch hier vornehmlich im Nachwuchsbereich bzw. in der Reservemannschaft auflaufend, debütierte er im Oktober des Jahres in der Meisterschaft, als er beim 1:1-Unentschieden gegen La Equidad zum Einsatz kam. In den folgenden Jahren wurde er von den wechselnden Trainern seines Vereins unregelmäßig eingesetzt. Er bestritt elf Meisterschaftsspiele, ein Torerfolg blieb ihm verwehrt.
Anfang Mai 2017 kam das Auto von Gutiérrez und seiner Lebensgefährtin auf der Fahrt nach Neiva von der Straße ab und prallte gegen einen Baum. Der 21 Jahre alte Abwehrspieler erlag seinen Verletzungen.